# مارثا ريفرز إنجرام
مارثا روبنسون ريفرز إنجرام (بالإنجليزية: Martha Robinson Rivers Ingram) (من مواليد 20 أغسطس 1935) هي سيدة أعمال أمريكية وفاعلة أعمال خيرية، تعمل كرئيس مجلس إدارة شركة إنجرام للصناعات Ingram Industries. خلفت مارثا انجرام زوجها في عام 1995 كرئيس ومدير تنفيذي لشركة إنجرام للصناعات، واحدة من أكبر الشركات الخاصة في أمريكا.

## حياتها المُبكرة
وُلدت مارثا روبنسون ريفرز في تشارلستون بولاية كارولينا الجنوبية لجون مينوت ومارثا إليزابيث روبنسون ريفرز. درست مارثا في آشلي هول في تشارلستون، ثم تخرجت من كلية فاسار بحصولها على بكالوريوس الآداب في التاريخ في عام 1957.

## حياتها المهنية
عملت مارثا بعد التخرج، محطةWCSC الإذاعية والتلفزيونية المملوكة من قِبَل والدها.
عُينت إنجرام من قبل زوجها في منصب مديرة للشؤون العامة في صناعات إنجرام في عام 1979. وبعد وفاة زوجها في عام 1995، أصبحت إنجرام رئيسة مجلس الإدارة والرئيس التنفيذي. احتلت إنجرام المرتبة 412 في قائمة فوربس لأغنى الأشخاص.

## نشاطها السياسي
تبرعت إنغرام في عام 2015 لمرشح لحزب الديمقراطي بالولايات المتحدة ميغان باري المرشحة لمنصب عمدة ناشفيل الجديدة.

## عملها الخيري
تعتبر إنجرام أحد مؤسسي مركز شيرميرهورن سيمفوني Schermerhorn Symphony الذي افتُتح في عام 2005.. عملت إنجرام سابقًا كرئيسة لمجلس إدارة جامعة فاندربيلت في ناشفيل. كانت مدرسة فاندربيلت بلير للموسيقى تتلقى 300 مليون دولار من أسهم شركة إنغرام.
تم تكريم إنجرام في أسبوع العمل كواحدة من أكبر 50 فاعل خير تكريماً على تبرعاتها بين عامي 2000 و2004.. كما تم تكريمها في عام 2006 من قِبل مؤسسة المجتمع في ولاية تينيسي الوسطى بمنحها جائزة جو كرافت عام 2006 لجهودها الخيرية.. تلقت إنجرام أيضًا جائزة إيدي وإيديث للأعمال الخيرية في الفنون.

## حياتها الشخصية
تزوجت إنجرام من برونسون إنجرام الثاني، وهو ابن رجل الأعمال أورين هنري إنجرام الأب، في 4 أكتوبر عام 1958 في كنيسة سانت فيليب الأسقفية في تشارلستون بولاية ساوث كارولينا. أنجب الزوجان ثلاثة أبناء: ديفيد وأورين وجون، وابنة واحدة؛ روبين.